# Svenska Byggnadsarbetareförbundet
Svenska Byggnadsarbetareförbundet, auch Byggnads genannt, ist eine schwedische Bauarbeitergewerkschaft. Sie ist in 24 Abteilungen mit 247 Sektionen unterteilt, in denen etwa 125.000 Mitglieder organisiert sind, darunter 100.000 im erwerbsfähigen Alter.
Die Gewerkschaft vertritt 32 organisierte Berufsgruppen, darunter Holz-, Beton-, Gruben- und Straßenbauarbeiter, Baumaschinenführer, Sanitär- und Lüftungsmonteure. Byggnads gehört dem schwedischen Gewerkschaftsbund Landsorganisationen i Sverige (LO) an und ist die fünftgrößte Einzelgewerkschaft des Landes. Seinen Ursprung hat Byggnads im 1889 gegründeten Holzarbeiterbund (Träarbetareförbundet).
Das Organ von Byggnads ist die Zeitschrift Byggnadsarbeteren. Die Gewerkschaft engagiert sich stark für Gastarbeiter mit Übersetzern, fremdsprachigen Kontakttelefonen und umfangreichem Material in den acht Fremdsprachen Englisch, Deutsch, Polnisch, Lettisch, Litauisch, Estnisch, Spanisch, Russisch und Chinesisch. Byggnads ist Mitglied in der Bau- und Holzarbeiter Internationale (BHI), der Europäischen Föderation der Bau- und Holzarbeiter (EFBH) sowie der Nordic Federation of Building and Woodworkers (NBTF). Byggnads-Präsident Hans Tilly ist zugleich Präsident der NBTF und Verwaltungsratsmitglied im EFBH und in der BHI.